# Frank Inn

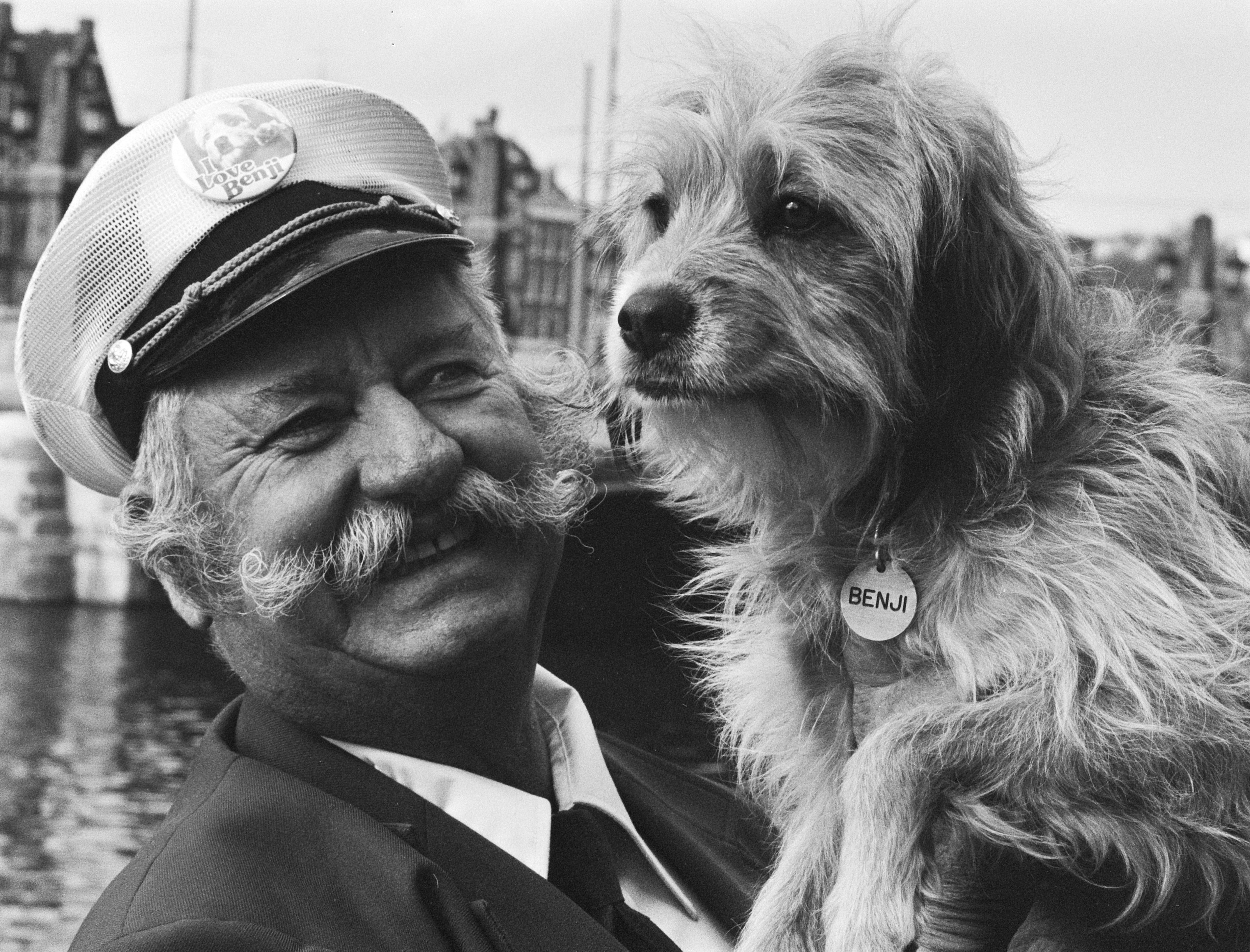
Frank Inn und Benji aus Benji – Sein größtes Abenteuer

Frank Inn (* 8. Mai 1916 in Cumby, Marion County, Indiana; † 27. Juli 2002 in Saugus, Santa Clarita, Kalifornien; Geburtsname Elias Franklin Freeman) war ein US-amerikanischer Tiertrainer. Er hat verschiedene Tiere für Filme trainiert, wurde aber vor allem bekannt als Trainer der Hunde der Benji-Filmreihe.

## Leben
Elias Franklin Freeman wuchs Camby, Indiana als Sohn einer Quäker-Familie auf. Er brach mit seiner Familie, als er 17 war, änderte seinen Namen in Frank Inn und zog nach Hollywood, wo er versuchte im Filmbusiness Fuß zu fassen. In Culver City lernte er nach einem schweren Autounfall Tiertrainer.
Seine Karriere begann mit der Filmreihe Der dünne Mann, für die er als Assistent Skippy (später: Asta) trainierte. 1943 war er Assistent von Rudd Weatherwax, der Lassie-Darsteller Pal trainierte. Anfang der 1950er löste er sich von Weatherwax und begann als eigenständiger Trainer. Zu seinen großen Stars gehörte die Katze Orangey, die unter anderem in Die unglaubliche Geschichte des Mister C. (1957), Frühstück bei Tiffany (1961) und der Fernsehserie Our Miss Brooks mitspielte. Cleo war ein Basset Hound, der im Film Meine Braut ist übersinnlich (1957) und der Sitcom The People’s Choice mitspielte. Dazu kamen Tiere, die in Fernsehserien mitspielten, wie das Schwein Arnold Ziffel in Green Acres, die Schimpansen in Lancelot Link sowie mehrere Tiere in The Secret Lives of Waldo Kitty, Meine drei Söhne und The Beverly Hillbillies.
Er trainierte auch Higgins, einen Mischling, der der erste Darsteller von Benji wurde. Er trainierte den Hund für die Fernsehserie Petticoat Junction sowie die beiden Filme Mooch Goes to Hollywood (1971) und Benji – Auf heißer Fährte (1974). Er war auch der Trainer von Higgins Tochter Benjean, die Higgins Nachfolge ab Benji in Gefahr (1977) übernahm.
In einigen Filmen hatte er Gastauftritte. So war er in Mooch Goes to Hollywood (1971), Hawmps! (1976) und Benji – Sein größtes Abenteuer (1987) zu sehen.
Er war der erste Künstler, der von der International Association of Canine Professionals in deren Hall of Fame aufgenommen wurde. Seine Tiere gewannen etwa 40 Patsy Awards (den Oscar der Tierwelt), wobei Orangey und Arnold Ziffel je drei Awards erhielten.

## Privatleben
1946 heiratete Frank Inn Juanita Heard, mit der er bis zu ihrem Tod fünfzig Jahre lang verheiratet war und mit der er drei Kinder hatte. Sie assistierte ihm als Trainerin, unter anderem bei Ein Himmelhund von einem Schnüffler (1980). Nach ihrem Tod zog er sich aus dem Filmbusiness zurück. Er bildete aber weiterhin Tiertrainer aus und richtete ein Museum über seine Karriere ein.
Frank Inn starb im Alter von 86 Jahren nach kurzer Krankheit.